# Woordenboek Vlaamse Gebarentaal
Het woordenboek Vlaamse Gebarentaal (VGT) is een vertalend woordenboek Nederlands-VGT en VGT-Nederlands. Het taalkundige onderzoek gebeurde aan de universiteiten van Gent en Brussel en de informatica werd ontwikkeld aan de universiteit van Antwerpen. Dit gratis naslagwerk werd gelanceerd in mei 2004. In 2008 verscheen een dvd-versie Vlaamse Gebarentaal bij Standaard Uitgeverij (ISBN 9789002223570).

## Filmpjes en SignWriting
Het woordenboek bevat de Nederlandse woorden en de gebaren uit de Vlaamse Gebarentaal (VGT), onder de vorm van SignWriting en filmpjes. Er werd gekozen om naast de filmpjes ook in SignWriting te gebruiken omdat dit systeem niet alleen uiterst geschikt is voor wetenschappelijk onderzoek. Het kan daarnaast ook voor andere doeleinden gebruikt worden, zoals voor het aanleren van nieuwe gebaren in scholen of het neerschrijven van teksten in VGT.
Het elektronisch woordenboek werkt in twee richtingen. Men kan op zoek gaan naar de vertaling in VGT van een Nederlands woord en naar de Nederlandse gesproken/geschreven tegenhanger van een Vlaams gebaar. Vooral het automatiseren van de richting VGT-NL is een baanbrekende stap.

## Waarom dit woordenboek?
Tot mei 2004 bestond er in Vlaanderen geen wetenschappelijk ondersteund woordenboek van de Vlaamse Gebarentaal, niet in boekvorm, en zeker niet op het net. De nood aan dit woordenboek is echter groot bij verschillende instanties. Zo is er voor de leerkrachten in de Vlaamse dovenscholen geen woordenboek om op terug te vallen wanneer ze voor een bepaald begrip geen gebaar kennen. Hetzelfde geldt voor de leerkrachten in de gebarentaal-tolkenscholen. Daarnaast wachten ook de verschillende organisaties (zoals Fevlado, de Federatie van Vlaamse DovenOrganisaties) die op verschillende plaatsen in Vlaanderen cursussen VGT organiseren en enkele centra voor volwassenenonderwijs (CVO), op dit instrument. Het is ten slotte interessant voor al wie op welke manier dan ook met de Vlaamse Gebarentaal in contact komt.

## Hoe werd het gemaakt?
Voor het uitlokken van de gebaren die in het woordenboek staan, werden prioriteitslijsten ontwikkeld. Deze lijsten bevatten de basiswoordenschat van de Vlaamse Gebarentaal en gaan uit van algemene thema's, zoals familie, gezondheid, kleuren, kleding, beroepen, enzovoort.

### Werkgroepen
Er werden vrijwillige informanten gecontacteerd bij wie de gebaren ontlokt zouden worden. Deze werden samengebracht in vijf regionale werkgroepen.
Het samenstellen van een werkgroep voor elke Vlaamse provincie was nodig omdat er momenteel vijf regionale gebarentaalvarianten bestaan. Deze varianten zijn ontstaan rond de Vlaamse dovenscholen, die van West-Vlaanderen, Oost-Vlaanderen, Antwerpen, Vlaams-Brabant en Limburg. Elke werkgroep bestond uit gemiddeld zes Dove informanten, die voldeden aan de vooropgestelde eisen: een leeftijd hebben tussen 20 en 50 jaar, de onderzochte gebarentaalvariant gebruiken als eerste taal, actief lid zijn van de Dovengemeenschap en onderwijs in een dovenschool gevolgd hebben. Zowel mannen als vrouwen werden bij het onderzoek betrokken.

### Uitlokking
In elke groep werd een regionale verantwoordelijke (eveneens een moedertaalgebaarder) aangesteld. Deze persoon mocht de woordenlijsten inkijken en gebruiken en was belast met het uitlokken (aan de hand van uitlokkingsmateriaal) en filmen van de gebaren bij de informanten. De informanten zelf kregen de Nederlandse woorden niet te zien, om zo weinig mogelijk interferentie vanuit het Nederlands te krijgen.
Het onderzoek leverde uiteindelijk ongeveer negentig uur opgenomen taaldata op, gemiddeld anderhalf per opnamesessie, per regio. Deze data werden geïnventariseerd, getranscribeerd en taalkundig geanalyseerd. De gebaren werden dan opnieuw gefilmd om ze in dit woordenboek te kunnen opnemen.

### Welke gebaren worden opgenomen?
Het uitgangspunt bij het ontwikkelen van het woordenboek was het zo nauwkeurig en volledig mogelijk weergeven van de huidige (basis-)gebarenschat van de VGT. De bedoeling was dus zeker niet om uit alle verzamelde gebaren voor één begrip telkens één gebaar te kiezen en voorop te stellen, maar wel om alle bestaande varianten die in Vlaanderen gebruikt worden op te nemen. Er werd dus rekening gehouden met alle lexicale en regionale varianten die tijdens de corpusverzameling werden geregistreerd.
Alhoewel het de bedoeling was om zo veel mogelijk gebaren te verzamelen en te verwerken, moet er rekening mee gehouden worden dat het onmogelijk is alle bestaande gebaren voor de onderzochte begrippen te registreren, gezien het relatief kleine aantal informanten (gemiddeld zes per provincie) en het feit dat het een momentopname van de VGT betreft. Gebaren die toch niet zijn opgenomen in het woordenboek, zijn daarom niet slechter dan of minderwaardig aan de gebaren die wel in het woordenboek te vinden zijn. We hebben hier ook te maken met een eerste basiswoordenboek. Niettemin kan men stellen dat over het algemeen de basisgebarenschat opgenomen is in dit gebarenwoordenboek. Deze elektronische versie biedt overigens de mogelijkheid nieuwe opgevraagde gebaren te kunnen blijven toevoegen. Met andere woorden, de opgenomen gebarenschat zal blijvend worden uitgebreid en steeds completer worden. Verder onderzoek is ook nog nodig om de precieze verschillen tussen de verschillende varianten bloot te leggen (dat wil zeggen wat betreft register, leeftijd, context, geslacht en dergelijke).